# Per Persson i Trången
Per Persson (i riksdagen kallad Persson i Trången), född 18 mars 1869 i Aspås församling, Jämtlands län, död där 22 maj 1955, var en hemmansägare och politiker (bondeförbundare).
Persson var ledamot av riksdagens andra kammare från 1921 i valkretsen Jämtlands län. Han skrev 24 egna motioner, främst om jord- och skogsbrukets intressen, t ex tullskydd för den inhemska potatisodlingen. En motion gällde inrättande av en centralvärmeanläggning i underofficersbostäderna vid Jämtlands fältjägarregemente.